# Lasiacis nigra
Lasiacis nigra là một loài thực vật có hoa trong họ Hòa thảo. Loài này được Davidse mô tả khoa học đầu tiên năm 1974.